# Gerstaeckerus similis
Gerstaeckerus similis es una especie de coleóptero de la familia Endomychidae.

## Distribución geográfica
Habita en Laos y Vietnam.